# Bahnstrecke Kiel-Hassee–Osterrönfeld
| Streckenverlauf bei Osterrönfeld vor Bau der Rendsburger Hochbrücke |                         |                                                  |                                                  |
| Streckennummer: | 1022                    |                                                  |                                                  |
| Kursbuchstrecke: | 102d (1934) 113e (1946) |                                                  |                                                  |
| Streckenlänge: | 30,9 km                 |                                                  |                                                  |
| Spurweite: | 1435 mm (Normalspur)    |                                                  |                                                  |
| Zugbeeinflussung: | PZB                     |                                                  |                                                  |
| |                         |                                                  |                                                  |
| \| \| \| von Flensburg \| \| \| \| \| Osterrönfeld (alter Bahnhof)[1] \| \| \| \| \| nach Rader Insel (bis ca. 1913) \| \| \| \| 30,9 \| Osterrönfeld (PV bis Mai 1962)[1] \| Osterrönfeld (PV bis Mai 1962)[1] \| \| \| \| \| \| \| \| \| nach Neumünster \| \| \| \| \| nach Rader Insel (ab ca. 1913) \| \| \| \| \| alte Trasse bis ca. 1913 \| \| \| \| 27,2 \| Schülldorf (bis 30. Mai 1981 Bf, seit 2015) \| Schülldorf (bis 30. Mai 1981 Bf, seit 2015) \| \| \| 24,4 \| Ostenfeld (bis 1984) \| Ostenfeld (bis 1984) \| \| \| 20,4 \| Kronsburg (bis 1984) \| Kronsburg (bis 1984) \| \| \| 19,6 \| Bredenbek (seit 4. Januar 2015) \| Bredenbek (seit 4. Januar 2015) \| \| \| \| Anschlussbahn Tanklager Groß-Nordsee (1940–1945)[2] \| \| \| \| 13,9 \| Felde (früher Brandsbek, bis 1984, seit 2000) \| Felde (früher Brandsbek, bis 1984, seit 2000) \| \| \| 12,6 \| Achterwehr (bis 1984, seit 2015) \| Achterwehr (bis 1984, seit 2015) \| \| \| 11,6 \| Flemhude (bis 1984) \| Flemhude (bis 1984) \| \| \| 8,1 \| Melsdorf (bis 1984, seit 2015) \| Melsdorf (bis 1984, seit 2015) \| \| \| 7,0 \| Kiel-Mettenhof (1969–1977) \| Kiel-Mettenhof (1969–1977) \| \| \| 5,4 \| Kiel-Russee (bis 30. Mai 1981, seit 2015) \| Kiel-Russee (bis 30. Mai 1981, seit 2015) \| \| \| \| von Flensburg \| \| \| \| \| von Kiel West \| \| \| \| 0,0 \| Kiel-Hassee Cittipark \| Kiel-Hassee Cittipark \| \| \| \| nach Meimersdorf \| \| \| \| \| nach Kiel Hbf \| \| |                         |                                                  |                                                  |
| Strecke · Strecke (außer Betrieb) |                         | von Flensburg                                    | von Flensburg                                    |
| Strecke · Bahnhof (Strecke außer Betrieb) |                         | Osterrönfeld (alter Bahnhof)                     | Osterrönfeld (alter Bahnhof)                     |
| Strecke · Abzweig geradeaus und nach links (Strecke außer Betrieb) |                         | nach Rader Insel (bis ca. 1913)                  | nach Rader Insel (bis ca. 1913)                  |
| Dienststation / Betriebs- oder Güterbahnhof · Strecke (außer Betrieb) | 30,9                    | Osterrönfeld (PV bis Mai 1962)                   | Osterrönfeld (PV bis Mai 1962)                   |
| Abzweig geradeaus und ehemals von links · Abzweig geradeaus und nach rechts (Strecke außer Betrieb) |                         |                                                  |                                                  |
| Abzweig geradeaus und nach rechts · Strecke (außer Betrieb) |                         | nach Neumünster                                  | nach Neumünster                                  |
| Abzweig geradeaus und ehemals nach links · Kreuzung (Strecken außer Betrieb) |                         | nach Rader Insel (ab ca. 1913)                   | nach Rader Insel (ab ca. 1913)                   |
| Strecke nach links · Abzweig ehemals geradeaus und von rechts |                         | alte Trasse bis ca. 1913                         | alte Trasse bis ca. 1913                         |
| Haltepunkt / Haltestelle | 27,2                    | Schülldorf (bis 30. Mai 1981 Bf, seit 2015)      | Schülldorf (bis 30. Mai 1981 Bf, seit 2015)      |
| ehemaliger Bahnhof | 24,4                    | Ostenfeld (bis 1984)                             | Ostenfeld (bis 1984)                             |
| ehemaliger Bahnhof | 20,4                    | Kronsburg (bis 1984)                             | Kronsburg (bis 1984)                             |
| Haltepunkt / Haltestelle | 19,6                    | Bredenbek (seit 4. Januar 2015)                  | Bredenbek (seit 4. Januar 2015)                  |
| Abzweig geradeaus und ehemals nach links |                         | Anschlussbahn Tanklager Groß-Nordsee (1940–1945) | Anschlussbahn Tanklager Groß-Nordsee (1940–1945) |
| Bahnhof | 13,9                    | Felde (früher Brandsbek, bis 1984, seit 2000)    | Felde (früher Brandsbek, bis 1984, seit 2000)    |
| Haltepunkt / Haltestelle | 12,6                    | Achterwehr (bis 1984, seit 2015)                 | Achterwehr (bis 1984, seit 2015)                 |
| ehemaliger Bahnhof | 11,6                    | Flemhude (bis 1984)                              | Flemhude (bis 1984)                              |
| Haltepunkt / Haltestelle | 8,1                     | Melsdorf (bis 1984, seit 2015)                   | Melsdorf (bis 1984, seit 2015)                   |
| ehemaliger Haltepunkt / Haltestelle | 7,0                     | Kiel-Mettenhof (1969–1977)                       | Kiel-Mettenhof (1969–1977)                       |
| Haltepunkt / Haltestelle | 5,4                     | Kiel-Russee (bis 30. Mai 1981, seit 2015)        | Kiel-Russee (bis 30. Mai 1981, seit 2015)        |
| Abzweig geradeaus und von links |                         | von Flensburg                                    | von Flensburg                                    |
| Abzweig geradeaus und ehemals von links |                         | von Kiel West                                    | von Kiel West                                    |
| Bahnhof | 0,0                     | Kiel-Hassee Cittipark                            | Kiel-Hassee Cittipark                            |
| Abzweig geradeaus und nach rechts |                         | nach Meimersdorf                                 | nach Meimersdorf                                 |
| Strecke |                         | nach Kiel Hbf                                    | nach Kiel Hbf                                    |

Die Bahnstrecke Kiel-Hassee–Osterrönfeld ist eine eingleisige, nicht elektrifizierte Hauptbahn in Schleswig-Holstein. Sie verläuft vom Bahnhof Kiel-Hassee Cittipark nach Osterrönfeld südlich von Rendsburg.

## Streckenverlauf
Die Strecke zweigt im Bahnhof Kiel-Hassee Cittipark, etwa zwei Kilometer westlich des Hauptbahnhofs, von der Bahnstrecke Kiel–Flensburg ab. Die Strecke läuft von dort nach Westen, teilweise parallel zur Bundesautobahn 210. Bei Felde überquert die Bahnstrecke die Eider. Ursprünglich endete die Strecke im ersten Osterrönfelder Bahnhof. Für den Bau der Rendsburger Hochbrücke musste die Bahnstrecke Neumünster–Flensburg jedoch in Dammlage durch den Ort neutrassiert werden und es wurde ein neuer Bahnhof südlich des Ortes gebaut. Um die Strecke von Kiel an den neuen Bahnhof anzuschließen, wurde sie zwischen Schülldorf und Osterrönfeld nach Süden verschwenkt.

## Geschichte
Die Strecke wurde am 15. Oktober 1904 durch die Preußischen Staatseisenbahnen eröffnet. Der Personenverkehr wurde zumeist mit Nahverkehrszügen betrieben. Bereits in den späten 1920er Jahren gab es durchgehende Züge nach Husum, die teilweise nur wenige Unterwegshalte hatten. Später befuhren regelmäßig drei bis vier Eilzugpaare die Strecke, darunter ein Zugpaar Husum–Lübeck. Nach Stilllegung der Bahnstrecke Flensburg–Niebüll 1980 wurde das saisonal verkehrende Zugpaar Sylter Welle (Lübeck–Westerland) zeitweise über Rendsburg statt über Flensburg geführt. Dieser Zug verkehrte 2005 zum letzten Mal. Er war der letzte lokbespannte Personenzug auf dieser Strecke.
Mit dem Haltepunkt Mettenhof wurde in den frühen 1970er Jahren eine nahe gelegene Kieler Trabantensiedlung erschlossen. Am 2. Juni 1984 wurden sämtliche Unterwegshalte gestrichen. 1987 wurden Regionalschnellbahnen (RSB) eingeführt.
Der Bahnhof Felde (früher: Brandsbek) wurde mit der Betriebsaufnahme der Nord-Ostsee-Bahn (NOB) am 5. November 2000 als Haltepunkt wieder in Betrieb genommen.

## Aktueller Betrieb und Planungen
Im Personenverkehr verkehrt die Linie RE74 Kiel–Rendsburg–Husum im Stundentakt mit Triebwagen des Typs LINT 41, die zwischen Kiel und Rendsburg lediglich in Felde hält. Seit Dezember 2011 wird die Linie von DB Regio betrieben, die die Nord-Ostsee-Bahn (NOB) als Betreiber ablöste.
Am 4. Januar 2015 wurden die Haltepunkte Kiel-Russee, Melsdorf, Achterwehr und Schülldorf reaktiviert sowie der neue Haltepunkt Bredenbek eröffnet, die seitdem von der zusätzlich eingeführten Regionalbahnlinie RB75 Kiel–Rendsburg stündlich bedient werden. Außerdem bedient die Linie den Bahnhof Kiel-Hassee Cittipark. Der Haltepunkt Felde erhielt durch den Einbau des einst abgebauten Kreuzungsgleises wieder den Status eines Bahnhofes. Seitdem finden dort die Kreuzungen zwischen Zügen der Linien RE74 und RB75 statt. Einzelne Züge der Regionalbahnlinie verkehren in Tagesrandlage und an bestimmten Tagen bis Schleswig oder Husum.
Ab Dezember 2023 übernimmt die NBE nordbahn Eisenbahngesellschaft den Betrieb des Nordgebietes des schleswig-holsteinischen Akkunetzes und damit auch diese Strecke.